# Nadja Bergén
Eivor Elin Nadeschda Bergén, känd som Nadja Bergén, ogift Lindgren, född 27 februari 1955 i Oscars församling i Stockholm, är en svensk tivolichef och fjärde generationen som drivit nöjesfältet Gröna Lund i Stockholm.
Nadja Bergén är dotter till John Lindgren och Ninni Lindgren, ogift Nilsson, samt yngre syster till John Lindgren Jr. Farfadern Johan Lindgren drev Nöjesfältet medan morfadern Gustaf Nilsson drev Gröna Lund. Dessa var bittra konkurrenter och fiender med sina respektive tivolin på Djurgården i Stockholm. Nadja Bergéns morfars far Jacob Schultheis grundade Gröna Lunds Tivoli 1883.
Vid faderns pensionering 1981 tog den nya generationen över, bestående av Nadja Bergéns dåvarande make och hennes tre äldre bröder John Lindgren Jr (VD), Rickard Lindgren och William Lindgren. Nadja Bergén har varit press- och informationsansvarig på företaget innan hon blev tivolichef, en post som hon innehade till 2006.
Nadja Bergén var från 1975 till 1993 gift med Anders Bergén (född 1949) som var VD för Gröna Lund 1990–1997. De fick fyra söner tillsammans.